# 京郑高速动车组列车

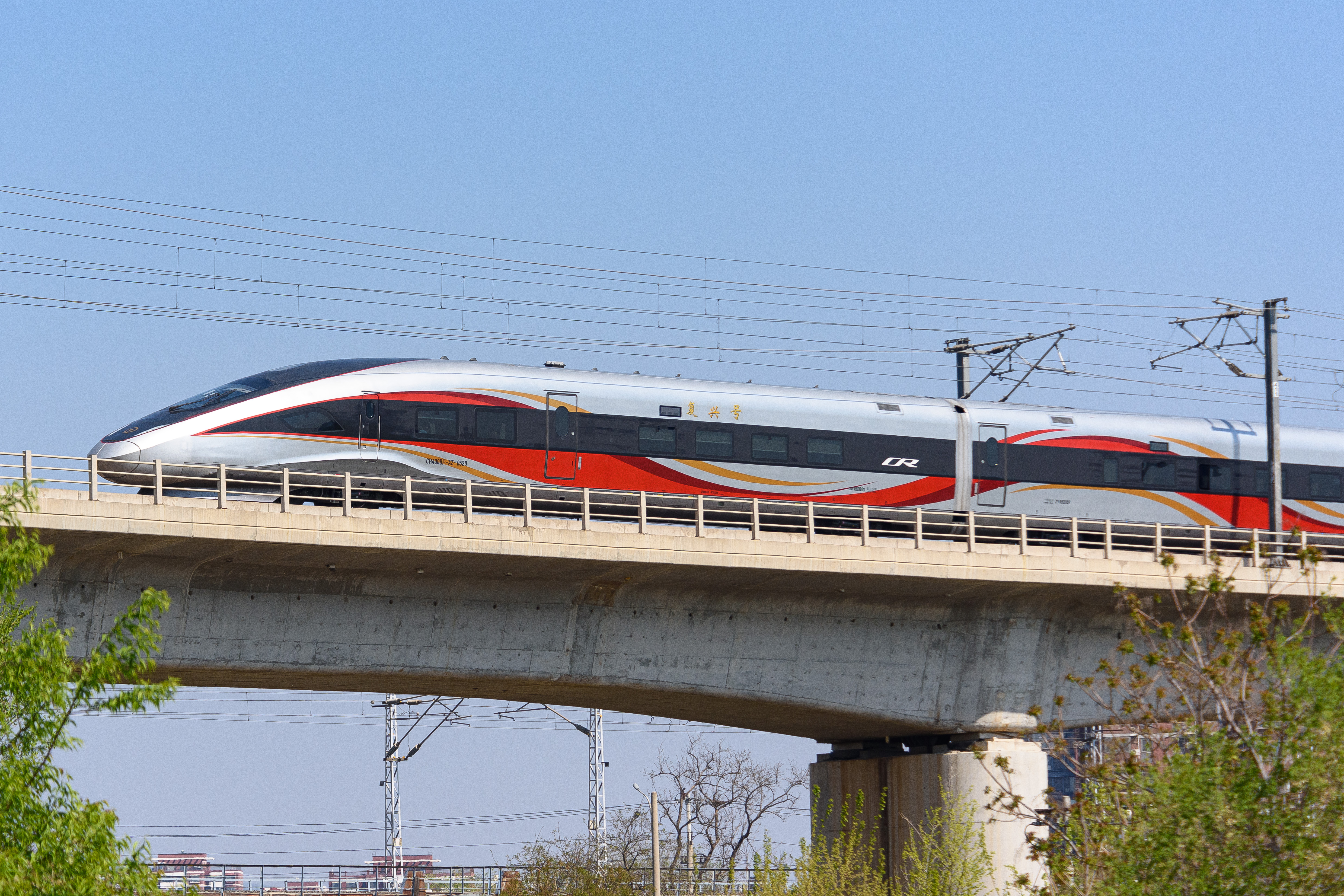
G95次列车行驶在石景山南站北侧的京广高速铁路（2025年4月）

京郑高速动车组列车是中国铁路运行于首都北京市至河南省省会郑州市的高速动车组列车，自2012年12月26日起开行，现合计开行3对列车，均由郑州局集团郑州客运段担任客运乘务。列车在北京西站与郑州东站之间运行693公里，北京西站与郑州站之间运行707公里，途径北京市、河北省、河南省两省一市，最短运行时间为2小时11分钟。

## 历史

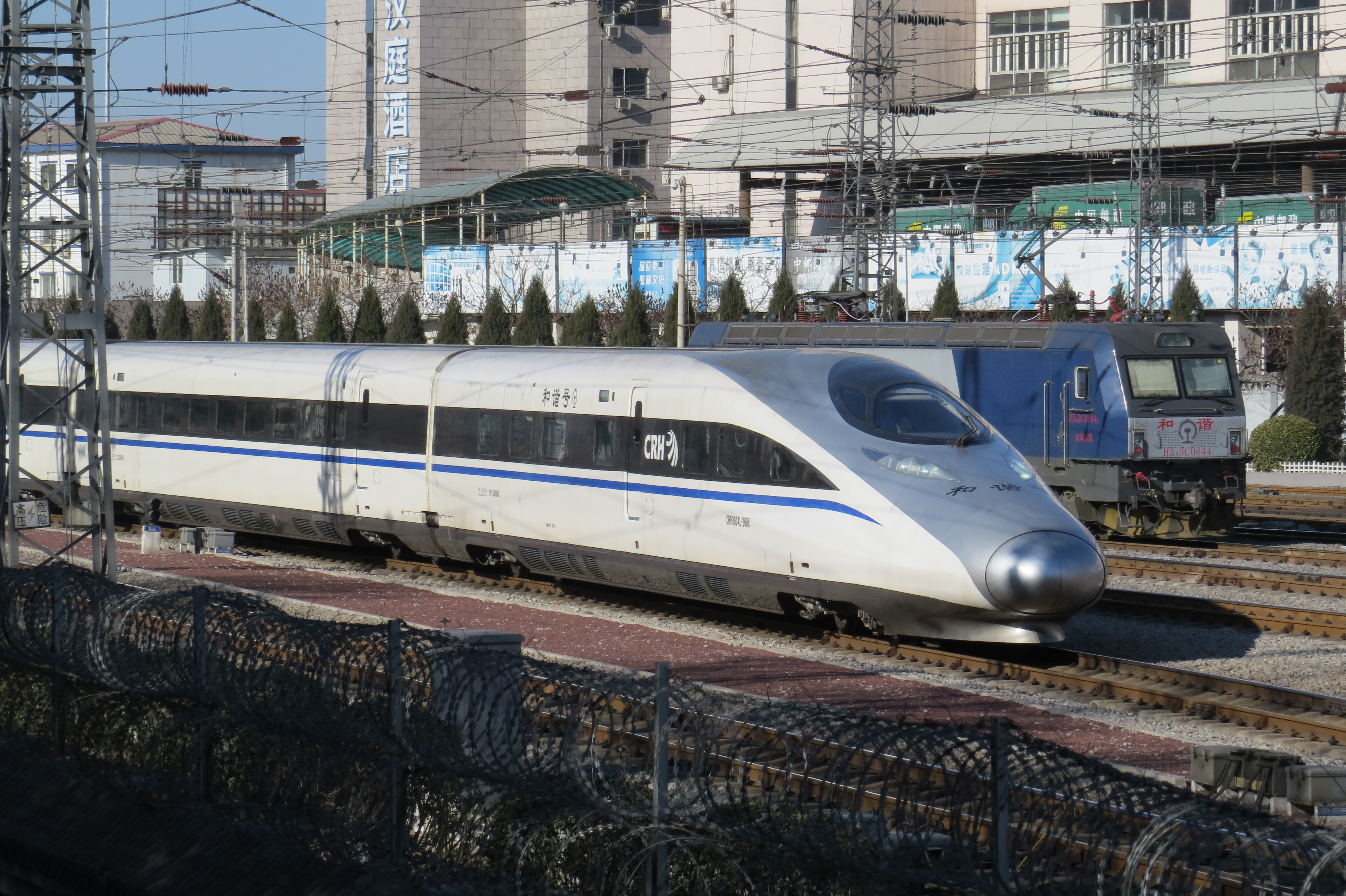
G90次列车驶入北京西站（2016年）

京广高速铁路开通前，北京与郑州间曾有运行在京广既有线上的普通动车组列车，这些列车由CRH2A担当，开通初期最短用时4小时47分。这些既有线动车组列车于2012年12月21日停运。5天后，京广高速铁路京郑段开通运营，北京西-郑州（东）开通4对高速动车组列车（车次G89/90、G561-G566）以及普通动车组列车1对（车次D2021/2）。
2012年12月26日早9时整，首班G90次列车驶出郑州东站，成为郑州东站首班发往北京方向的高速动车组列车，北京西站的北京西至广州南G801次、石家庄站的石家庄至北京西G802次、西安北站的西安北至北京西G808次也同时首发。京广高速线京郑段开通当天，郑州东站只举办了简短的开通仪式，出席的最高级别领导也只是河南省省长郭庚茂。但开通初期的郑京高速列车首班车开点过晚，因此有乘客建议开通早7时许从郑州始发进京的高速列车。
2013年12月28日，郑州（东）与北京西间对开的部分列车微调，同时新增G559/G560次一对。2014年7月1日，郑州-北京西D2022次改为G560次，郑州东-北京西原G560次改为G562次，北京西-郑州东D2021次改为G563次，洛阳龙门-北京西原G562次改为G564次，郑州-北京西原G564次改为G566次，北京西-郑州东原G565次改G567次，同时终到站改为郑州，北京西-郑州东原G567次改为G569次，郑州-北京西原G568次改为G570次，北京西-新乡东原G569次改为G429次，新乡东-北京西原G570次改为G430次，京广高速线上北京-郑州间始发终到的列车统一为G字头列车。G429/430次列车于2016年1月10日延至郑州东。
2016年5月15日，郑州与北京间加开外局车套跑的早晚高速动车组列车。郑徐客运专线开通后，G89、G90等班次延长至郑州站，G559、560次也于2016年11月10日延长至商丘并改为G1559/1562、G1561/1560次。根据2017年1月5日起实行的列车运行图，G1565/1566次延长至昆明南始发终到，车次改为G405/406次。
2017年4月16日，上行G90、G566、G570次列车分别改为G802、G806、G808次，下行G89、G569次分别改为G805、G807次，这些调整后的班次在北京西与郑州东两站间不经停其余中间站。
G429/430次列车于2017年7月9日宝兰客运专线开通后延长至兰州西站始发终到，但仍由郑州局担当。
2019年1月5日起，G808次延长至洛阳龙门站始发，在郑州东站至北京西站区间仍为一站直达。
2019年7月10日起，原运行于北京西站与安阳东站之间的G1571/1572次列车延长至郑州东站。随着郑阜高速铁路的通车，G1571/1572次于同年12月30日再次延伸至周口东站始发/终到。
2022年6月20日起，配合京广高速铁路京武段达速运行，北京西~郑州（东）间开行2对标杆车（350km/h标尺运行，使用智能动车组），车次为G95-98次。北京西~郑州东间同时开行1.5对非标杆车，车次为G551/556次、G553次。同年10月11日，北京与郑州间增开G555/552次列车。
2023年7月1日，配合哈尔滨西~郑州东G3492/3493、G3494/3491次列车延长襄阳东站，G551/556次列车调整由郑州局集团担当，但该车自此从未正式开行。同年10月11日，G551/556次列车调整至晋城东站始发终到，车次调整为G559/558、G557/560次。

## 使用列车

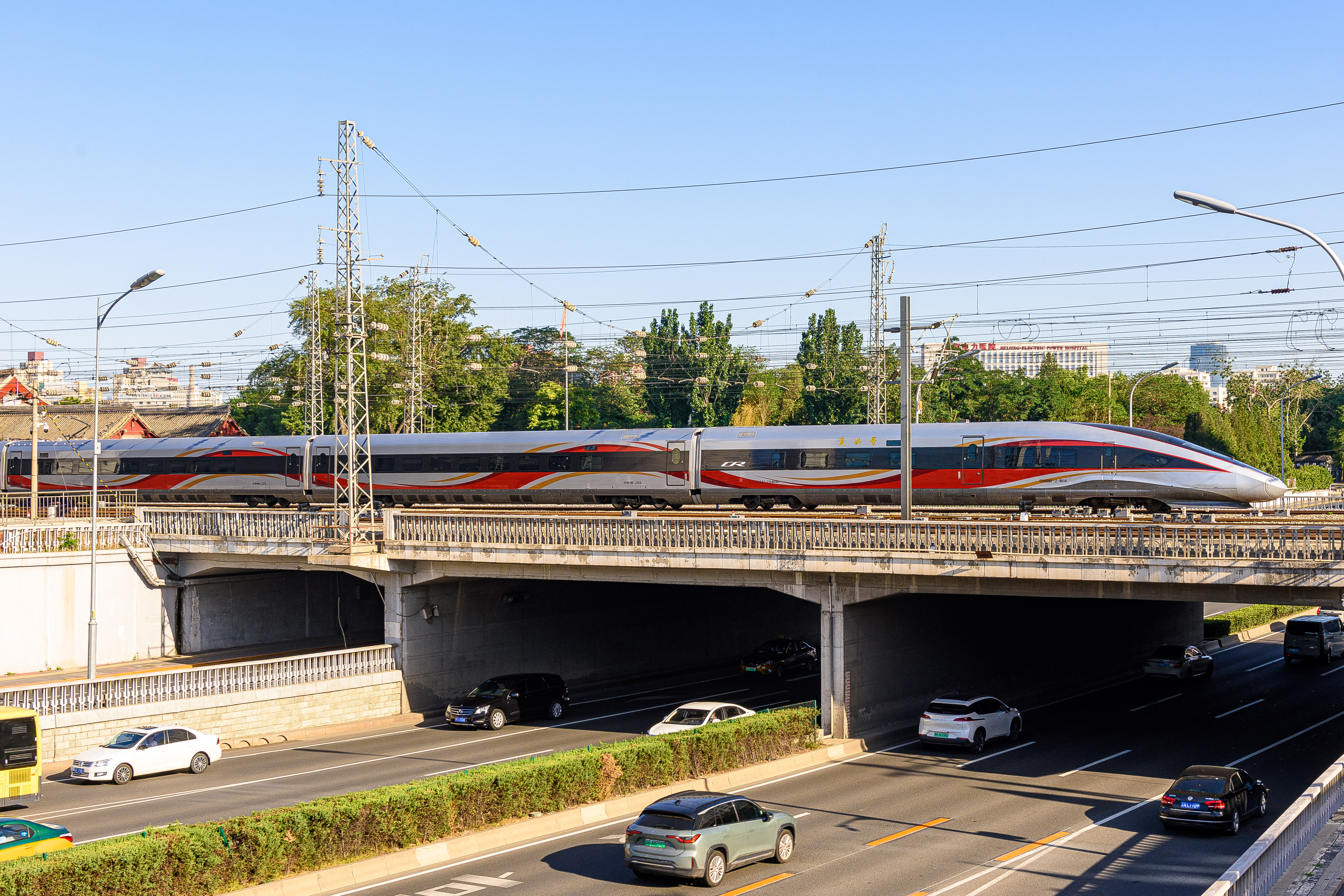
使用CR400BF-Z的G98次列车驶入北京西站（2022年7月）

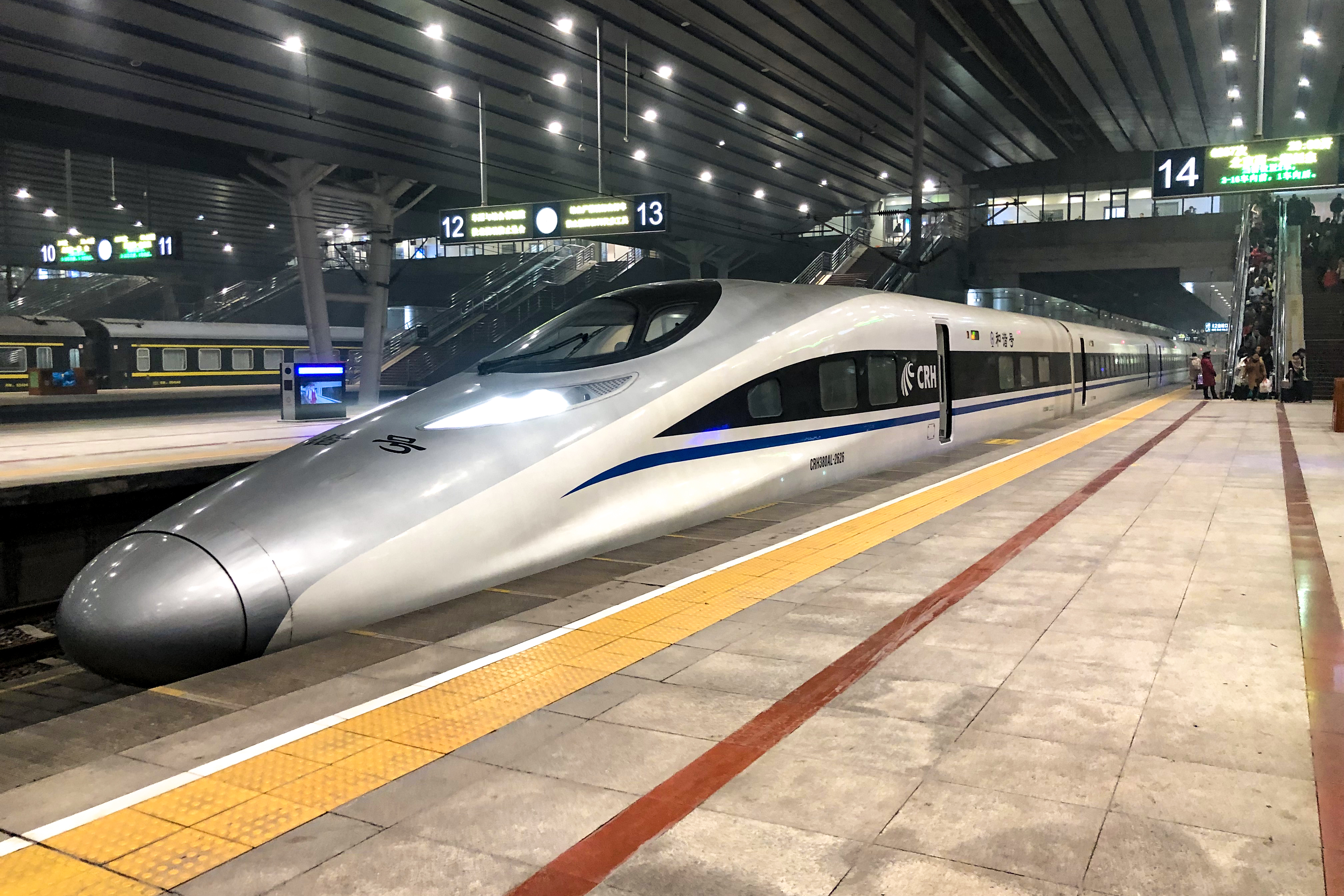
使用CRH380AL的G807次列车停靠在北京西站14站台（2019年1月）

G95-98次使用配属郑州局集团郑州东动车运用所CR400BF-AZ；G555/552次使用配属郑州局集团郑州东动车运用所CRH380AL。

## 其他行驶北京与郑州间的车次
除以上车次外，来往北京与西部地区和中南地区各地（如武汉、长沙、南昌、广州、深圳、香港、南宁、西安、兰州、成都、重庆、贵阳、昆明等）之间的高速列车亦运行于北京与郑州之间。每天运行于北京与郑州间的高速列车约为80对。
以下车次按使用最小号段从低到高排列。
- 京渝高速动车组列车：G51-54次、G351/352次、G387/388次（4对）
- 京西高速动车组列车：G55-60次、G651-655次、G657-662次、G664-666次（11对）
- 京武高速动车组列车：G67-72次、G511/512次、G521/522次、G525-528次（8对）
- 京贵高速动车组列车：G73/74次、G371/372次（2对）
- 京昆高速动车组列车：G75/76次、G401/402次（2对）
- 京粤高速动车组列车：G77/78次、G81/82次、G335-340次、G1579/1580次（6对）
- 京港高速动车组列车：G79/80次（1对）
- 京沙高速动车组列车：G83/84次、G501/502次、G504/505次、G507/508次（4对）
- 京蓉高速动车组列车：G87-90次、G331-334（3对）
- 京兰高速动车组列车：G91/92次、G429/430次（2对）
- 京邕高速动车组列车：G93/94次、G421/422次（2对）
- G307/308次列车（1对，泸州）
- G479-482次列车（1对，吉首）
- 京赣高速动车组列车：G483-486次（1对）
- G503/506次列车（1对，株洲）
- G529-532次列车（1对，荆门）
- G554次列车（0.5对，许昌）
- 京晋高速动车组列车：G557-560次（1对）
- G561/562次列车（1对，三门峡）
- 京洛高速动车组列车：G563次、G805-G808次（2.5对）
- G570次列车（0.5对，平顶山）
- 京宛高速动车组列车：G571/572次（1对）
- 京银高速动车组列车：G667-670次（1对）
- G671/674次列车（1对，西宁）
- 京宝高速动车组列车：G672/673次（1对）
- 京汉高速动车组列车：G685/686次（1对）
- 京张高速动车组列车：G687-690次（1对）
- 京宜高速动车组列车：G801/802次、G1515/1516次（2对）
- 京襄高速动车组列车：G803/804次、G1527/1528次（2对）
- 京邵高速动车组列车：G811/812次（1对）
- 京昌高速动车组列车：G891-896次（3对）
- 京港卧铺高速动车组列车：G897次（0.5对）
- 京商高速动车组列车：G1555-1558次（1对）
- G1560/1561次列车（0.5对，开封）
- 京周高速动车组列车：G1571/1572次（1对）
- 京阜高速动车组列车：G1577/1578次（1对）
- G1585-1588次列车（1对，焦作）
- 京十高速动车组列车：G1589/1590次（1对）
- G1591/1592次列车（1对，乐山）

## 票价
- 北京西↔郑州东：
  - 商务座：¥1165（标杆车）、¥977（G552/555次）
  - 一等座：¥593（标杆车）、¥445（G552/555次）
  - 二等座：¥371（标杆车）、¥278（G552/555次）
- 北京西↔郑州航空港（G552/555次）：
  - 商务座：¥1013
  - 一等座：¥464
  - 二等座：¥290